# Aaliyah Wilson
Aaliyah Wilson (ur. 28 sierpnia 1998 w Muskogee) – amerykańska koszykarka, występująca na pozycjach rozgrywającej lub rzucającej, aktualnie zawodniczka Indiana Fever w WNBA.
W 2016 wystąpiła w meczach gwiazd amerykańskich szkół średnich McDonald’s All-American i Jordan Brand Classic. Została też dwukrotnie (2015, 2016) wybrana koszykarką roku szkół średnich stanu Oklahoma (Oklahoma Gatorade Player of the Year). Zaliczono ją także trzykrotnie do I składu najlepszych zawodniczek stanu (2014–2016).

## Osiągnięcia
Stan na 6 lutego 2022, na podstawie, o ile nie zaznaczono inaczej.

### NCAA
- Uczestniczka rozgrywek Sweet 16 turnieju NCAA (2019, 2021)
- Mistrzyni sezonu regularnego konferencji Southeastern (SEC – 2021)
- Zaliczona do:
  - II składu SEC (2021)
  - składu honrable mention All-American (2021)
- Zawodniczka tygodnia SEC (5.01.2021)